# Rockhouse Brothers

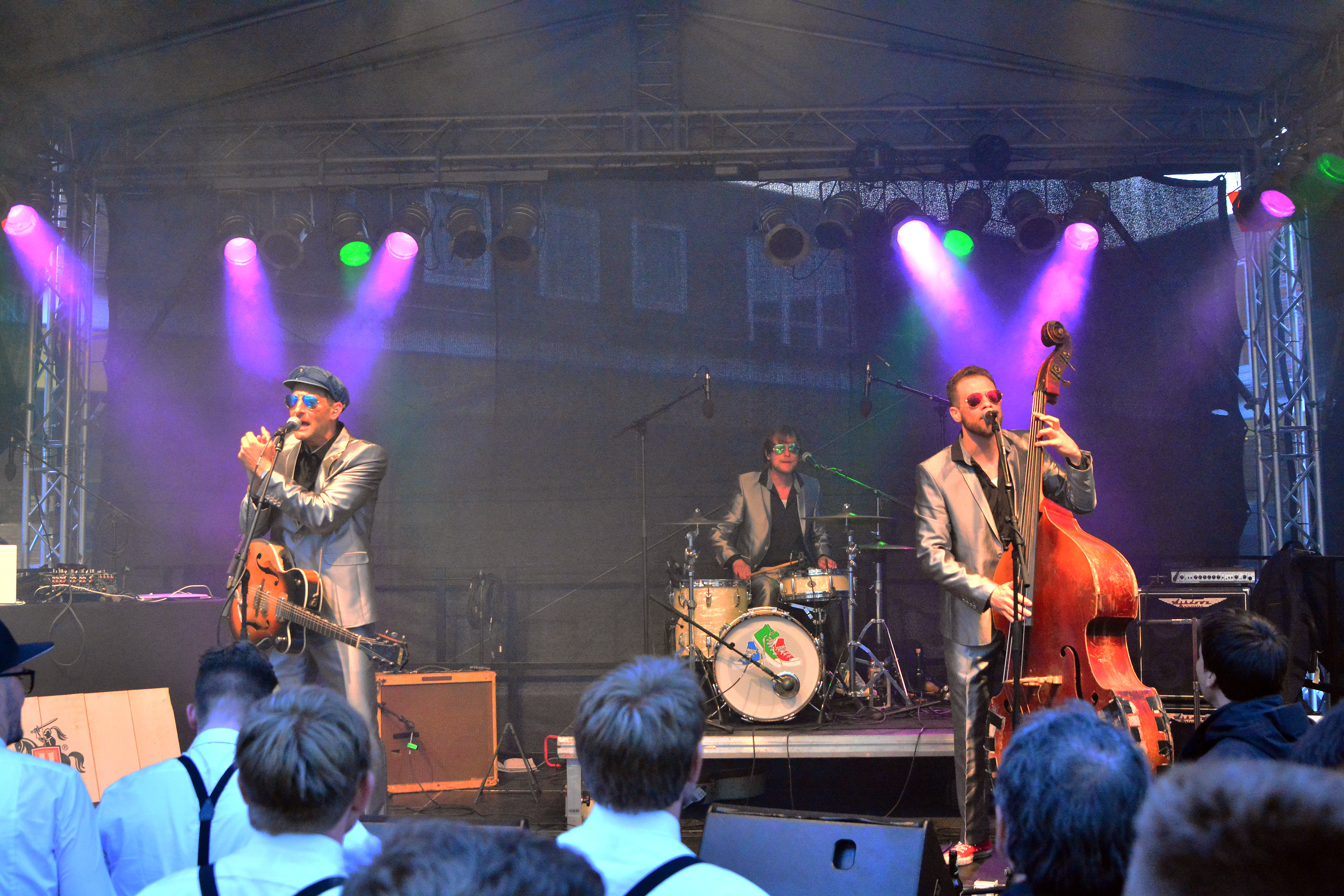
Die Rockhouse Brothers beim Holsten Brauereifest 2015

Die Rockhouse Brothers (auch Pay-TV und The Obsessions) sind eine Rock-’n’-Roll-Band aus Hamburg. Sie bilden einen Grundstein des heutigen Rock-’n’-Roll-Revival Anfang des 21. Jahrhunderts.

## Mitglieder
- Joey „The Saint“ Carnwath (Gitarre, Vocals) (* 1972)
- James "Jamie" Carnwath (Kontrabass (Bullfiddle), Vocals, Kazoo) (* 1976)
- Wolff "The Wolfman" Reichert (Schlagzeug, Glockenspiel, Vocals) (* 1973)

## Bandgeschichte
Gegründet wurde die Band im Jahre 2001, als sich die Brüder Joey und Jamie Carnwath nach langjähriger Trennung wieder zu einer Band zusammentaten und ihren neuen Schlagzeuger „The Wolfman“ in ihre Band aufnahmen. Jamie und The Wolfman hatten seit 2000 zusammen im Hamburger Musical Buddy - Das Musical mitgespielt.
Nachdem Buddy - Das Musical in Hamburg durch "Der König der Löwen" ersetzt wurde, setzten sich die Brüder mit The Wolfman zusammen und entschlossen sich, eine gemeinsame Band zu gründen, The Rockhouse Brothers. Die Rockhouse Brothers haben mit ihren Coversongs sowie mit den eigenen Liedern, die sie unter ihrem zweiten Namen, Pay-TV (ab 2007 The Obsessions), veröffentlichen, einen großen Erfolg in ganz Europa. Auftritte in Schweden, Deutschland und eine Tour durch Indonesien haben sie aus dem Stand einer lokalen Rock-’n’-Roll-Band in die Position ernst zu nehmender Musiker erhoben.
2014 veröffentlichten sie ihr fünftes Album Brasses of Fire.

## Diskografie
- Howling with the Wolfman (Rockhouse Brothers)
- LIVE -At Thomas Read (Rockhouse Brothers), Liveaufnahme von Dezember 2004
- Like Trained Circus Monkeys (Rockhouse Brothers)
- Spicy No.11 (als Pay TV)
- Everything is happening (als PAY TV)
- The Obsessions (als The Obsessions)
- To Go (Rockhouse Brothers)
- Brasses of Fire (Rockhouse Brothers)